# Parasyte: Part 1
Parasyte: Part 1 (寄生獣, Kiseijū) és una pel·lícula d'acció de ciència-ficció japonesa de 2014 dirigida per Takashi Yamazaki, protagonitzada per Shota Sometani. És la primera pel·lícula de les dues pel·lícules Parasyte, i va ser seguida per Parasyte: Part 2. Les pel·lícules es basen en la sèrie manga Parasyte.

## Argument
Uns misteriosos extraterrestres anomenats "Paràsits" comencen de sobte la seva invasió quan alguns d'ells infecten humans entrant al seu cervell. Un d'ells intenta entrar al cervell de l'estudiant de secundària Shinichi Izumi, però recorre a infectar-se la mà dreta després de no poder conectar els seus auriculars. Gràcies a aquesta via d'entrada, Shinichi conserva la seva consciència humana, a diferència de les altres víctimes. Després del seu xoc inicial, Shinichi es fa amic del paràsit i el anomena "Migi" (japonès per "correcte").
Els paràsits terroritzen la humanitat matant-los en secret com a fonts d'aliment. El mateix Shinichi ha de defensar-se dels paràsits que estan disgustats pel fet que el seu cos mostri dues consciències. Un dels paràsits també posseeix la professora de Shinichi, Ryoko Tamiya; tanmateix, la Tamiya és molt més raonable i està interessada a estudiar la forma de vida dels humans, cosa que fa en quedar impregnada del company paràsit Sr. A. Tamiya explica que tot i tenir pares paràsits, el nadó que porta és un ésser humà normal.
Quan l'atac del Sr. A a Shinichi fracassa i resulta en la destrucció del seu vaixell, transfereix la seva consciència a la mare d'en Shinichi, Nobuko. Nobuko torna a casa i fereix mortalment en Shinichi, encara que Migi aconsegueix salvar-lo utilitzant la seva essència per renovar el seu cor, infectant essencialment tot el cos d'en Shinichi amb les partícules de Migi. Des de llavors, la personalitat de Shinichi comença a fusionar-se amb la de Migi, és a dir, ser apàtic a les emocions; això resulta en l'estranyesa de Shinichi per part de la seva xicota, Satomi Murano.
Mentrestant, un subordinat de Tamiya, Takeshi Hirokawa, es presenta a l'alcaldia per tal d'establir la ciutat pels interessos dels paràsits. Un altre paràsit, Hideo Shimada, es trasllada a l'escola d'en Shinichi i inicialment actua amablement, però quan un estudiant descobreix la seva veritable identitat, massacra els estudiants. Shinichi és capaç de matar en Shimada, que Tamiya deixa a la seva sort a causa d'una desfiguració que provoca en Satomi, que el fa incapaç de controlar-se. La Tamiya li dóna a Shinichi la ubicació del Nobuko, posseït per el Sr. A, abans d'abandonar l'escena. A la seva reunió, la Nobuko és capaç de superar la consciència del seu paràsit el temps suficient perquè en Shinichi la mati amb seguretat.
L'epíleg detalla l'èxit de la candidatura d'Hirokawa a l'alcaldia, l'aparició del misteriós paràsit Goto, així com la visita d'en Shinichi a Satomi a l'hospital, on un individu desconegut l'enregistra parlant amb Migi.

## Repartiment
- Shota Sometani com a Shinichi Izumi[2]
- Eri Fukatsu com a Ryoko Tamiya[2]
- Sadao Abe com a Migi
- Ai Hashimoto com a Satomi Murano[2]
- Masahiro Higashide com a Hideo Shimada
- Mansaku Ikeuchi com a Mr. A
- Shuji Okui com a cap del restaurant xinès
- Takashi Yamanaka com a Tsuji (辻)
- Hideto Iwai com a Kusano
- Nao Ōmori com a Shiro Kuramori
- Kimiko Yo com a Nobuko Izumi
- Kōsuke Toyohara com a Yamagishi
- Kazuki Kitamura com a Takeshi Hirokawa
- Jun Kunimura com a Hirama
- Tadanobu Asano com a Goto

## Producció

### Desenvolupament
El 2005, New Line Cinema havia adquirit els drets cinematogràfics de Parasyte el 2005, i es va informar d'una adaptació cinematogràfica a estar en obres, amb Jim Henson Studios i Don Murphy s'havia de fer càrrec de la producció. L'opció de New Line Cinema va caducar el 2013 i va provocar una guerra de ofertes al Japó. L'estudi de cinema i distribuïdor Toho va guanyar els drets.

### Càsting
Shota Sometani va ser elegit com a protagonista Shinichi Izumi, juntament amb Eri Fukatsu com a professora de secundària paràsit Ryoko Tamiya, i Ai Hashimoto com la xicota de Shinichi Satomi Murano.

## Llançament
Parasyte: Part 1 es va projectar al 27è Festival Internacional de Cinema de Tòquio com a pel·lícula de cloenda el 30 d'octubre de 2014.
La pel·lícula es va estrenar el 29 de novembre de 2014 al Japó.
Funimation va llicenciar tant la Part 1 com la Part 2 per a Blu-ray, DVD i Digital HD el 8 de maig de 2018, que incloïa doblatges en anglès d'ambdues pel·lícules.

## Recepció

### Taquilla
La pel·lícula va encapçalar la taquilla el cap de setmana d'estrena al Japó, guanyant 2,9 milions de dòlars amb 256.000 entrades a 418 pantalles. Va recaptar uns 800 milions de iens a la taquilla japonesa després de dues setmanes. La pel·lícula va recaptar  48,3 milions CN¥ a la taquilla xinesa.

### Recepció crítica
Mark Schilling de The Japan Times va donar a la pel·lícula 3 1⁄2 estrelles sobre 5, dient: "No em podria dir que és un fan de la manga, però l'adaptació cinematogràfica de Parasyte arriba al punt dolç difícil de trobar entre la comèdia negra i la ciència-ficció/terror seriosa". Peter Debruge de Variety en la seva crítica favorable va considerar que "[la pel·lícula] marca una nova iteració entretinguda a la categoria de terror corporal, com si algú hagués empeltat una comèdia molt fosca de secundària en una pel·lícula de David Cronenberg." Mentrestant, Christopher O'Keeffe de Twitch Film en la seva crítica desfavorable va comentar que "Parasyte: Part 1 dedica una gran quantitat de temps a establir les bases del capítol final i els seus extraterrestres sense encant i l'escassetat d'acció a les primeres escenes no aconsegueixen que es mantingui per si sola."

## Reconeixements
| Any  | Premi                                    | Categoria               | Receptor         | Resultaat |
| ---- | ---------------------------------------- | ----------------------- | ---------------- | --------- |
| 2015 | Asian Film Awards                        | Millors efectes visuals | Takashi Yamazaki | Nominat   |
| 2015 | Nippon Connection Japanese Film Festival | Millor pel·lícula       | Takashi Yamazaki | Nominat   |

## Seqüela
Una seqüela, Parasyte: Part 2, es va estrenar al Japó el 25 d'abril de 2015